# Star Fleet Project
Star Fleet Project ist eine 1983 erschienene Mini-LP von Brian May + Friends. Sie entstand aus weitgehend improvisierten Sessions des Queen-Gitarristen in Zusammenarbeit mit Gitarrist Eddie Van Halen, Alan Gratzer (Schlagzeuger von REO Speedwagon), Phil Chen (Session-Bassist, spielte unter anderem mit Rod Stewart, Jeff Beck) und Fred Mandel. Der Session-Keyboarder Mandel begleitete Queen 1982 auf der „Hot Space“-Tour und wirkte danach an Queens Album The Works und Freddie Mercurys Soloalbum Mr. Bad Guy mit.

## Geschichte
Am 21. und 22. April 1983 trafen sich die Musiker in Los Angeles im Studio, um „zum Spaß“ und ohne einen rechten Plan oder Produzenten ein paar Songs zu spielen. Die Tapes bewahrte Brian May zunächst als private Aufnahmen in einer Schublade auf. Als ihn Freunde schließlich drängten, andere Menschen an der Ausgelassenheit und dem Spaß der Sessions teilhaben zu lassen, entschloss sich Brian May, die Platte bei EMI pressen zu lassen.

## Titelliste
Seite 1:
1. Star Fleet (Paul Bliss, Arr. May) – 8:04
2. Let Me Out (May) – 7:13

Seite 2:
1. Blues Breaker (Dedicated to E.C.) (May/Van Halen/Gratzer/Chen/Mandel) – 12:41

Star Fleet wurde am ersten Tag aufgenommen, Brian May führt die enorme Energie des Stücks auf die Nervosität aller Beteiligten zurück, welche mit der ungewohnten Situation einherging.
Let Me Out war ein schon früher geschriebener Song von Brian May, den er mit Queen nie veröffentlicht hatte. Eddie Van Halen soll während der Aufnahme die obere Saite seiner Gitarre „in ihren hörbaren Tod“ getrieben haben, so dass er den Rest des Songs auf den verbliebenen 5 Saiten spielen musste.
Blues Breaker – gewidmet Eric Clapton – entstand am zweiten Tag in einer lockeren, spontanen Atmosphäre, in der jeder sich zurücklehnen und die Inspiration der anderen genießen konnte. Brian May und Eddie Van Halen gaben sich ganz ihren Gitarren hin und improvisierten unermüdlich Soli.

## Mitwirkende

### Musiker
- Brian May: E-Gitarre, Gesang
- Eddie Van Halen: E-Gitarre
- Alan Gratzer: Schlagzeug
- Phil Chen: E-Bass
- Fred Mandel: Keyboard
- Roger Taylor: Backing Vocals in Star Fleet

### Technik
- Mack – Abmischung
- Mike Beiriger – Toningenieur
- Nick Froome – Toningenieur